# سهره چهچهه‌زن سینه‌بلوطی
سهره چهچهه‌زن سینه‌بلوطی (نام علمی: Poospiza caesar) نام یک گونه از سرده سهره چهچهه‌زن است.